# Andervenne
Andervenne – miejscowość i gmina w Niemczech, w kraju związkowym Dolna Saksonia, w powiecie Emsland, wchodzi w skład gminy zbiorowej Freren.